# Arthur B. Davies
Arthur Bowen Davies (26. september 1863 i Utica, New York – 24. oktober 1928 i Firenze, Italien) var en amerikansk maler inden for symbolismen. Han var påvirket af Hudson River School, især af de såkaldte "luminister" og drømmelandskabsmaleren George Inness.
Davies studerede ved School of the Art Institute of Chicago fra 1879 til 1882. Han besøgte kort Art Institute of Chicago og tog 1887 til New York, hvor han begyndte et studium ved Art Students League of New York og lærte Robert Henri og George Benjamin Luks at kende.  Fra 1888 til 1891 arbejdede han med reklame, tekniske tegninger og illustrationer til tidsskrifter.
Davies var medlem af gruppen The Eight, en gruppe med fem associerede medlemmer fra  Ashcan-skolen (Ashcan School): William Glackens (1870–1938), Robert Henri (1865–1929), George Luks (1867–1933), Everett Shinn (1876–1953), John French Sloan (1871–1951), derudover Davies selv, Ernest Lawson (1873–1939) og Maurice Prendergast (1859–1924). Gruppen The Eight udstillede kun en enkelt gang i Macbeth Gallery i New York 1908.
1912-1914 var Davies præsident for Association of American Painters and Sculptors og i denne egenskab 1913 en af arrangørerne af Armory Show.
Davies havde hele livet været tilhænger af abstrakt kunst og var en af dem der støttede Alfred Barr ved grundlæggelsen af Museum of Modern Art i  New York. Efter et hjertetilfælde 1923 rejste han til Firenze, hvor han malede en serie romantiske billeder af norditalienske landskaber.
Davies er kendt for æteriske figurer i sine malerier, der ofte har en romantisk, nostalgisk og mystisk kvalitet.
|  |  |

## Pasteller
Samling af pasteller på Metropolitan Museum of Art, New York (udvælgelse)
- Across the Valley, pastelkridt på blåt Japansk papir (18.9 x 27 cm)
- Autumn Woods, pastelkridt på brunt velin (18.4 x 27.8 cm)
- Bear Island Light, pastelkridt på blåt velin (26 x 31.6 cm)
- Blue Thicket, pastelkridt på gråt papir (18.6 x 27.8 cm)
- Boat in Distress, pastelkridt på gråt velin (26 x 31.1 cm)
- Boats at Evening, pastelkridt på hvidt velin (14.6 x 22.5 cm)
- High Point, pastelkridt på gråt papir (18.7 x 33 cm)
- House on Hillside, pastelkridt på grøn-gråt papir (19.5 x 25.4 cm)
- Landscape with Clouds, pastelkridt og sort kridt på grøn-gråt velin (15.6 x 26.8 cm)
- Blue Landscape, pastelkridt på mørkblåt velin (16.5 x 29.4 cm)